# Ofneralm
Die Ofneralm (seltener: Ofner Alm) ist eine Alm im gemeindefreien Gebiet Eck östlich von Berchtesgaden.
Die Jagdhütte der Ofneralm steht unter Denkmalschutz und ist unter der Nummer D-1-72-452-2 in die Bayerische Denkmalliste eingetragen.

## Baubeschreibung
Bei der Jagdhütte der Ofneralm handelt es sich um einen erdgeschossigen, verschindelten Blockbau mit weit vorkragendem Flachsatteldach. Die Firstpfette ist mit dem Jahr 1871 bezeichnet.

## Heutige Nutzung
Die Ofneralm wird nicht mehr landwirtschaftlich genutzt, die Jagdhütte ist nicht bewirtet.

## Lage
Die Ofneralm befindet sich im Gebiet des Göll in der Nähe der Roßfeldstraße auf einer Höhe von 1250 m ü. NHN.
In unmittelbarer Nähe der Ofneralm befindet sich die Ecker Alm.